# La Chapelle-du-Bois
La Chapelle-du-Bois là một xã thuộc tỉnh Sarthe trong vùng Pays-de-la-Loire tây bắc nước Pháp. Xã này có diện tích 16,53 km2, dân số năm 2006 là 866 người.